# 790 Преторија
790 Преторија (енгл. 790 Pretoria) је астероид са пречником од приближно 170,37 .
Афел астероида је на удаљености од 3,925 астрономских јединица (АЈ) од Сунца, а перихел на 2,893 АЈ.
Ексцентрицитет орбите износи 0,151, инклинација (нагиб) орбите у односу на раван еклиптике 20,523 степени, а орбитални период износи 2299,815 дана (6,296 година).
Апсолутна магнитуда астероида је 8,00 а геометријски албедо 0,038.
Астероид је откривен 16. јануара 1912. године.